# Michael Repacholi
Michael Harry Repacholi (* 30. Juni 1944) ist ein australischer Physiker, Biologe und Strahlenschutz-Experte.
Prof. Repacholi studierte Physik und Strahlenbiologie an der University of Western Australia (1965), der University of London (1969) und University of Ottawa (1980). Bereits während seines Studiums absolvierte er ein Praktikum bei der australischen Atomenergiekommission. 1965 wurde er Strahlenschutzphysiker zuerst im staatlichen X-Ray Laboratory von Perth, in den folgenden Jahren in verschiedenen australischen und kanadischen Krankenhäusern. 1991 übernahm er die Leitung eines mehrjährigen Forschungsprogrammes zu möglichen Gesundheitsschäden bei Kindern durch nicht-ionisierende Strahlung. 1988–1990 war Repacholi Präsident der australischen Strahlenschutzvereinigung, 1989–1991 Vorsitzender des australischen College of Physical Scientists and Engineers in Medicine. Zudem engagierte er sich in den australischen, kanadischen und italienischen Strahlenschutzbehörden. Er war Gründungsmitglied und hatte 1988–1992 den Vorsitz des International Non-Ionizing Radiation Committee inne, der Vorläuferorganisation der ICNIRP. 1995 übernahm Repacholi bei der WHO das INTERSUN-Projekt. 1992–1996 war er der Vorsitzende der ICNIRP, seither ist er Ehrenvorsitzender. Zuletzt war Repacholi Koordinator der Radiation and Environmental Health Unit der Weltgesundheitsorganisation und leitete bis 2006 das International Advisory Committee im EMF-Projekt der WHO (EMF = electromagnetic fields).
Mike Repacholi hält weltweit Vorträge und lehrte an der La Sapienza (Universität von Rom) sowie am Ettore Majorana Centre for Scientific Culture in Erice (Sizilien). 2006 wurde er emeritiert.
Repacholi, dessen 1997 veröffentlichte Studie über die vermehrte Krebsentwicklung bei mit Handystrahlung behandelten Mäusen große Beachtung erfuhr, galt früher als Kronzeuge der Mobilfunkgegner. Seit einigen Jahren vertritt er jedoch den Standpunkt, dass von Mobilfunkstrahlung innerhalb der Grenzwerte keine Gefahr ausgehe, was persönliche Angriffe durch Mobilfunkgegner zur Folge hatte.